# Enson Inoue

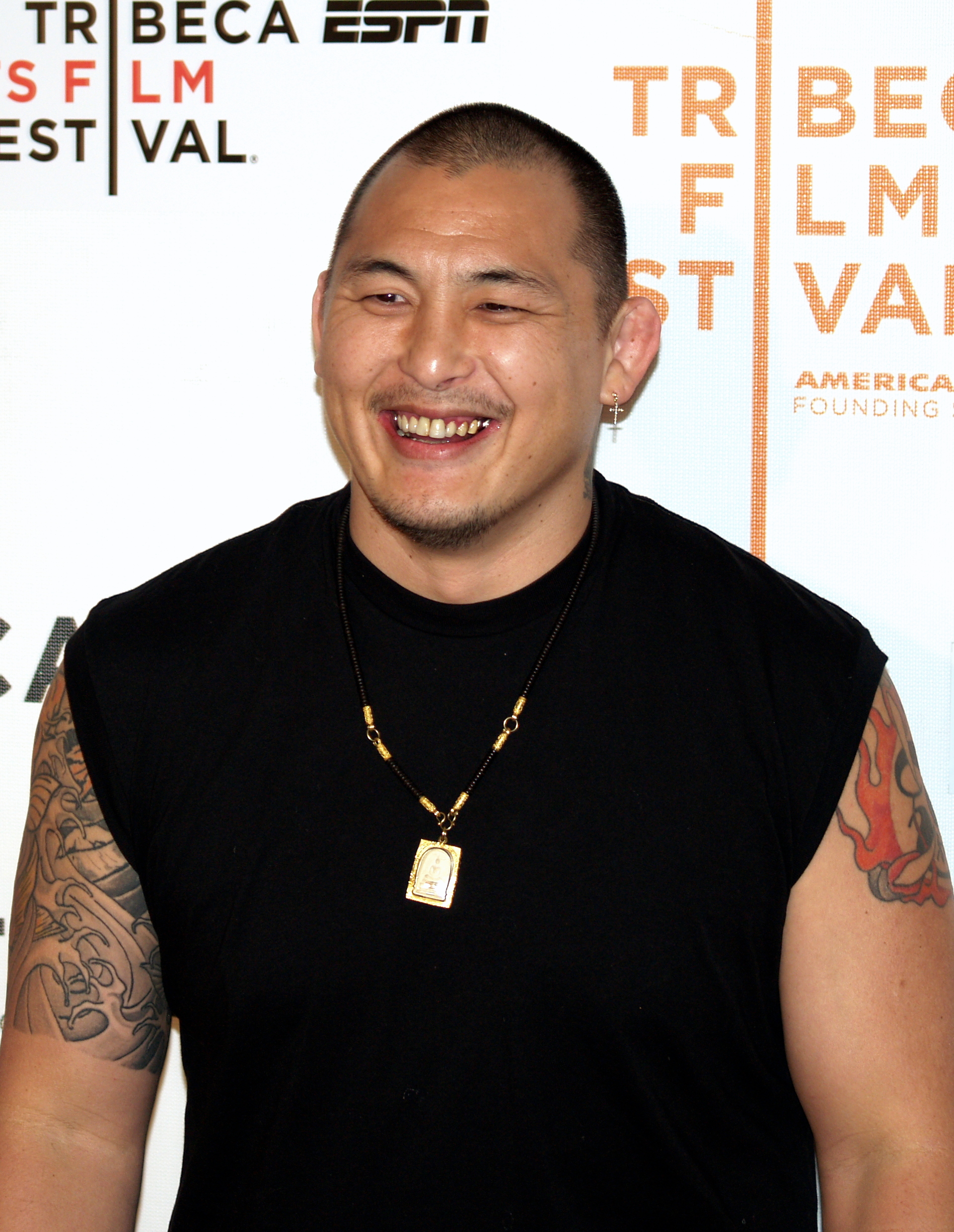
Enson Inoue na estreia de Redbelt no Tribeca Film Festival de 2008.

Enson Inoue (nascido em 15 de abril de 1967) é um lutador de MMA nipo-americano. Ele possui um cartel no MMA de 12-8-0. Ele é um ex-campeão do Shooto na categoria meio-pesado. Anteriormente o atleta lutou pelo Pride Fighting Championships, uma das maiores organizações de MMA daquele tempo.
O cartel de Enson inclui uma vitória sobre o membro do Hall of Fame do UFC Randy Couture. 